# Département de San Martín (Mendoza)
Pour les articles homonymes, voir Département de San Martín.
Le département de San Martín est une des 18 subdivisions de la province de Mendoza, en Argentine. Son chef-lieu est la ville de San Martín.
Le département a une superficie de 1 504 km2. Il comptait 108 448 habitants en 2001. Sa population était estimée à 115 592 habitants en 2007.

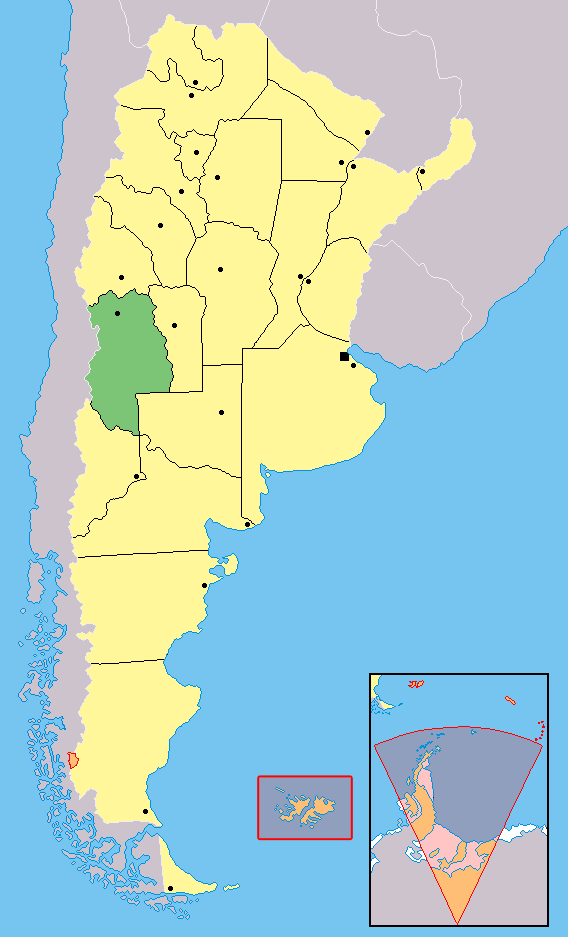
Localisation de la province de Mendoza en Argentine

## Villes et localités
- Alto Salvador
- Alto Verde
- Chapanay
- Chivilcoy
- San Martín, chef-lieu